# Le cinesi (Gluck)
Le cinesi, GluckWV 1.17, zu deutsch Die Chinesinnen, ist eine Azione teatrale in einem Akt von Christoph Willibald Gluck. Das italienische Libretto stammt von dem Wiener Hofdichter Pietro Metastasio. Gluck schrieb diese Oper zum Anlass der Einladung Maria Theresias durch den Prinzen von Sachsen-Hildburghausen auf sein Landgut Schloss Hof, auf dem ein mehrtägiges Fest gefeiert wurde. Die Uraufführung fand dort am 24. September 1754 statt. Es ist eine spielerische ästhetische Diskussion im Gewande einer Chinoiserie, die das Trauerspiel, die Pastorale und die komische Oper vergleicht.

## Handlung
Lisinga, Sivene und Tangia verbringen gelangweilt den Nachmittag zusammen in Lisingas Gemächern, ohne dass ihnen eine interessante Beschäftigung einfällt („E ben: stupide e mute par che siam divenute“).
Doch dann betritt Silango, Lisingas Bruder, der gerade aus Europa zurückgekehrt ist, das Zimmer der Mädchen und überschreitet damit ein chinesisches Verbot („Dirò, Ninfe, anchor io il parer mio, se non vi son malesto“).
Obwohl die Freundinnen ihn bitten, wieder zu gehen, zögert Silango, der in Sivene verliebt ist. Als die Mädchen sich versichert haben, dass Silango beim Kommen von niemandem gesehen wurde, beschließt Lisinga, dass er bis zum Einbrechen der Dunkelheit bleiben muss, um eine Entdeckung zu vermeiden („È miglior consiglio differir, che tu parta, infin che affatto s’oscuri il ciel“).
Die Zeit bis zum Abend wollen sie sich, auf Silangos Vorschlag hin, mit Theaterspielen vertreiben. Doch jeder möchte ein anderes Stück spielen:
Lisinga entscheidet sich für die griechische Tragödie und spielt Andromache mit ihrem Sohn („Questa d’Epiro è la real città. D’Ettore io sono la vedova fedele“).
Sivene und Silango, als Schäferin Licoris und Schäfer Tirsis, führen ein Pastorale auf („Qui al consiglio d’un fonte il crin s’infiora Licori pastorella semplice, quanto bella. Ha Tirsi al fianco“).
Tangia bemerkt verärgert, dass Silango in Sivene verliebt ist („Quel titolo di bella è assai frequente!“) und macht sich in der von ihr gewählten Komödie indirekt über den vor kurzem aus Europa zurückgekehrten Silango lustig („Il vago Tirsi accomodar vogl’io“).
Daraufhin entbrennt wieder Uneinigkeit darüber, wer nun am besten gespielt habe. Schließlich versucht Silango zu vermitteln und schlägt vor zu tanzen, da es beim Ballett kein Weinen, kein Gähnen und keine Kränkung gäbe („Concertate un balletto! Ognunne gode, ognuno se ne intende; non fa pianger, non secca e non offende“).
Das Stück schließt mit einem gemeinsamen Tanz der vier („Voli il piede in lieti giri“).

## Libretto
Das gleichnamige Libretto von Pietro Metastasio wurde erstmals zur Karnevalsaison 1735 in einer Vertonung von Antonio Caldara in Wien aufgeführt.

## Gestaltung

### Orchester
Die Orchesterbesetzung der Oper besteht aus einer Flöte, zwei Oboen, ggf. ein Fagott, zwei Hörnern, Streichern und Cembalo.

### Musiknummern
Die Oper enthält die folgenden Musikstücke:
- Sinfonia
  - Allegro; für Violinen I/II, Viola, Violoncello, Bass; zwei Oboen, (Fagott); zwei Hörner; Cembalo
  - Andante; für Violinen I/II, Viola, Violoncello, Bass; Cembalo
  - Allegro molto; für Violinen I/II, Viola, Violoncello, Bass; zwei Oboen, (Fagott); zwei Hörner; Cembalo
- Rezitativ (Lisinga, Sivene, Tangia, Silango): „E ben: stupide e mute“
- Rezitativ (Lisinga): „Ferma, crudele, ferma!“ – für Violinen I/II, Viola, Violoncello, Bass; Cembalo
- Arie (Lisinga): „Prenditi il figlio!“ – Allegro; für Violinen I/II, Viola, Violoncello, Bass; zwei Oboen, (Fagott); zwei Hörner; Cembalo
- Rezitativ (Silango, Lisinga, Tangia, Sivene): „Ah, non finir sì presto“
- Arie (Silango): „Son lungi e non mi brami“ – Andante; für Violinen I/II, Viola, Violoncello, Bass; Cembalo
- Rezitativ (Silango, Tangia, Lisinga, Sivene): „Che vi par della scena?“
- Arie (Sivene): „Non sperar, non lusingarti“ – Andante; für Violinen I/II, Viola, Violoncello, Bass; Cembalo
- Rezitativ (Silango, Lisinga, Sivene, Tangia): „Che amabil pastorella!“
- Arie (Tangia): „Ad un riso, ad un’ occhiata“ – Allegro – Adagio; für Violinen I/II, Viola, Violoncello, Bass; Flöte, (Fagott); zwei Hörner; Cembalo
- Rezitativ (Tangia, Silango, Lisinga, Sivene): „Che ti sembra, Silango“
- Quartett (Sivene, Tangia, Lisinga, Silango): „Voli il piede in lieti giri!“ – Andante; für Violinen I/II, Viola, Violoncello, Bass; zwei Oboen, (Fagott); zwei Hörner; Cembalo

## Werkgeschichte

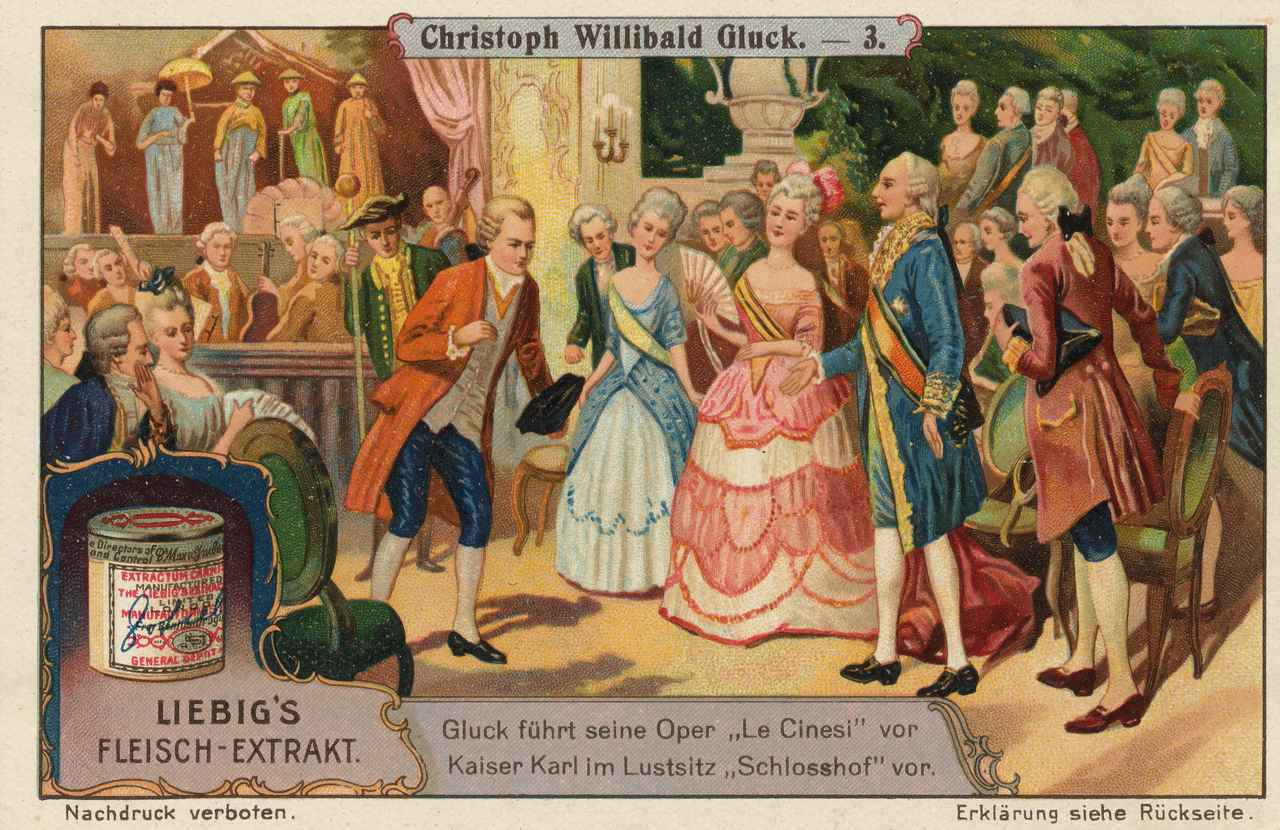
Gluck führt seine Oper „Le Cinesi“ vor Kaiser Karl im Lustsitz „Schlosshof“ vor (Liebigbild von 1914–1917)

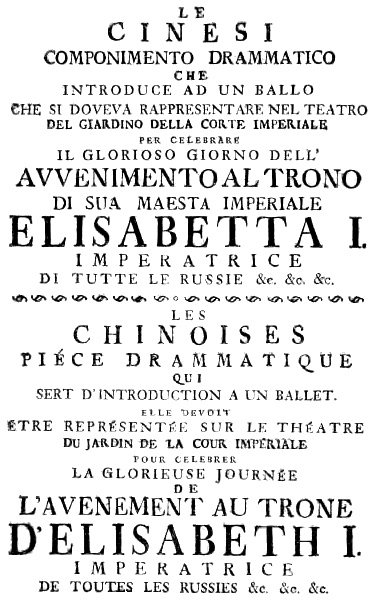
Titelblatt des Librettos, Sankt Petersburg 1761

Bei der Uraufführung am 24. September 1754 im Schlosstheater von Schloss Hof sangen Vittoria Tesi (Lisinga), Joseph Frieberth (Silango), Katharina Starzer (Tangia) und Theresia Heinisch (Sivene). Das Bühnenbild stammte von Giovanni Maria Quaglio.
1761 wurde das Werk im Teatro del Giardino della Corte in Sankt Petersburg gegeben.
Auch in neuerer Zeit gab es mehrere Aufführungen und CD-Veröffentlichungen:
- 1963: Konzertante Aufführung in Rom. Orchestra Sinfonica della RAI di Roma, Leitung: Luciano Bettarini. Sänger: Genia Las (Lisinga), Renata Mattioli (Sivene), Rosina Cavicchioli (Tangia), Renato Ercolani (Silango).[3]
- 1973: Aufführung an der Scala Mailand (Piccola Scala). Leitung: Giampiero Taverna. Sänger: Biancamaria Casoni (Lisinga), Carmen Lavani (Sivene), Lucia Valentini Terrani (Tangia), Carlo Gaifa (Silango).[4]
- 1983/1989/1995: CD. Münchener Rundfunkorchester, Leitung: Lamberto Gardelli. Sänger: Alexandrina Milcheva-Nonova (Lisinga), Kaaren Erickson (Sivene), Marga Schiml (Tangia), Thomas Moser (Silango).[3][5]
- 1985/1990: CD. Schola Cantorum Basiliensis, Leitung: René Jacobs. Sänger: Anne Sofie von Otter (Lisinga), Isabelle Poulenard (Sivene), Gloria Banditelli (Tangia), Guy de Mey (Silango).[3][6]
- 1987: Video-Aufnahme aus Schwetzingen. Concerto Köln, Leitung: René Jacobs, Inszenierung: Herbert Wernicke. Sänger: Christina Högman (Lisinga), Sophie Boulin (Sivene), Eva Maria Tersson (Tangia), Kurt Streit (Silango).[3]
- 2014: Aufführung im Garten der Kirche St. Lorenz in Berching. Opera Incognita, Leitung: Ernst Bartmann, Inszenierung: Andreas Wiedermann. Sänger: Yeonjin Choi (Lisinga), Namyoung Kim (Sivene), Minjung Yoon (Tangia), Sangkyu Lee (Silango).[7]
- 2014: Aufführung in Schloss Hof. Cappella Istropolitana, Leitung: Gerhard Lessky. Sänger: Elsa Giannoulidou (Lisinga), Marelize Gerber (Sivene), Anna Manske (Tangia), Gernot Heinrich (Silango).[8]
- 2010 bearbeitete der Komponist Karsten Gundermann das Werk und ergänzte sie um Intermezzi im Stil der Peking-Oper des 18. Jahrhunderts. Diese Fassung wurde bei den Musikfestspielen Potsdam Sanssouci und in Peking mit dem Ensemble L’Arte del mondo und der China National Peking Opera Company unter der Leitung von Werner Ehrhardt aufgeführt.[9]
- 2017: Konzertante Aufführung im Palau de les Arts Reina Sofía in Valencia sowie Videostream auf Operavision. Orquestra de la Comunitat Valenciana, Leitung: Fabio Biondi. Sänger: Silvia Tro Santafé (Lisinga), Désirée Rancatore (Sivene), Ann Hallenberg (Tangia), Anicio Zorzi Giustiniani (Silango).[10]